# 札苗実験場

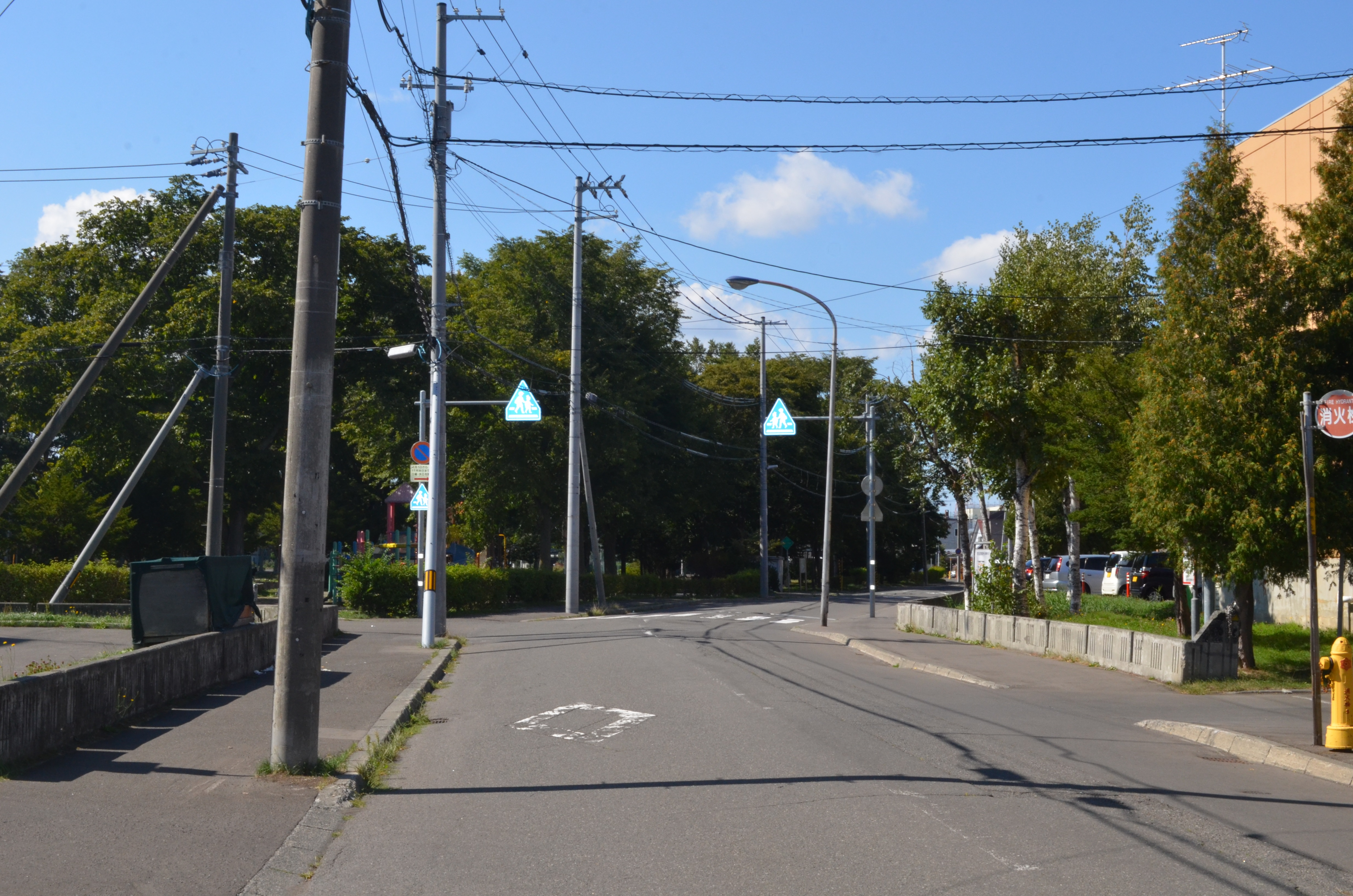
札苗実験場の試験軌道跡

札苗実験場（さつなえじっけんじょう）あるいは札苗試験場（さつなえしけんじょう）は、札幌市東区に存在した札幌市交通局の案内軌条式鉄道の実験線。

## 概要
高速電車（のちの札幌市営地下鉄）導入に際して、前例の無い独自のゴムタイヤ式地下鉄を建設するべく、試験車両を用いて運行試験を実施した。1964年から1969年にかけて札苗小学校の南側となる現在の東区東苗穂7条2丁目付近に存在した交通局東苗穂自動車訓練所の敷地内に存在し、150mの直線軌道を皮切りに最終的に400mの環状コースと676mのS字カーブと直線のコースが敷かれた。
札苗中央公園北側のカーブした道路は、試験軌道の跡である。

## 試験車両

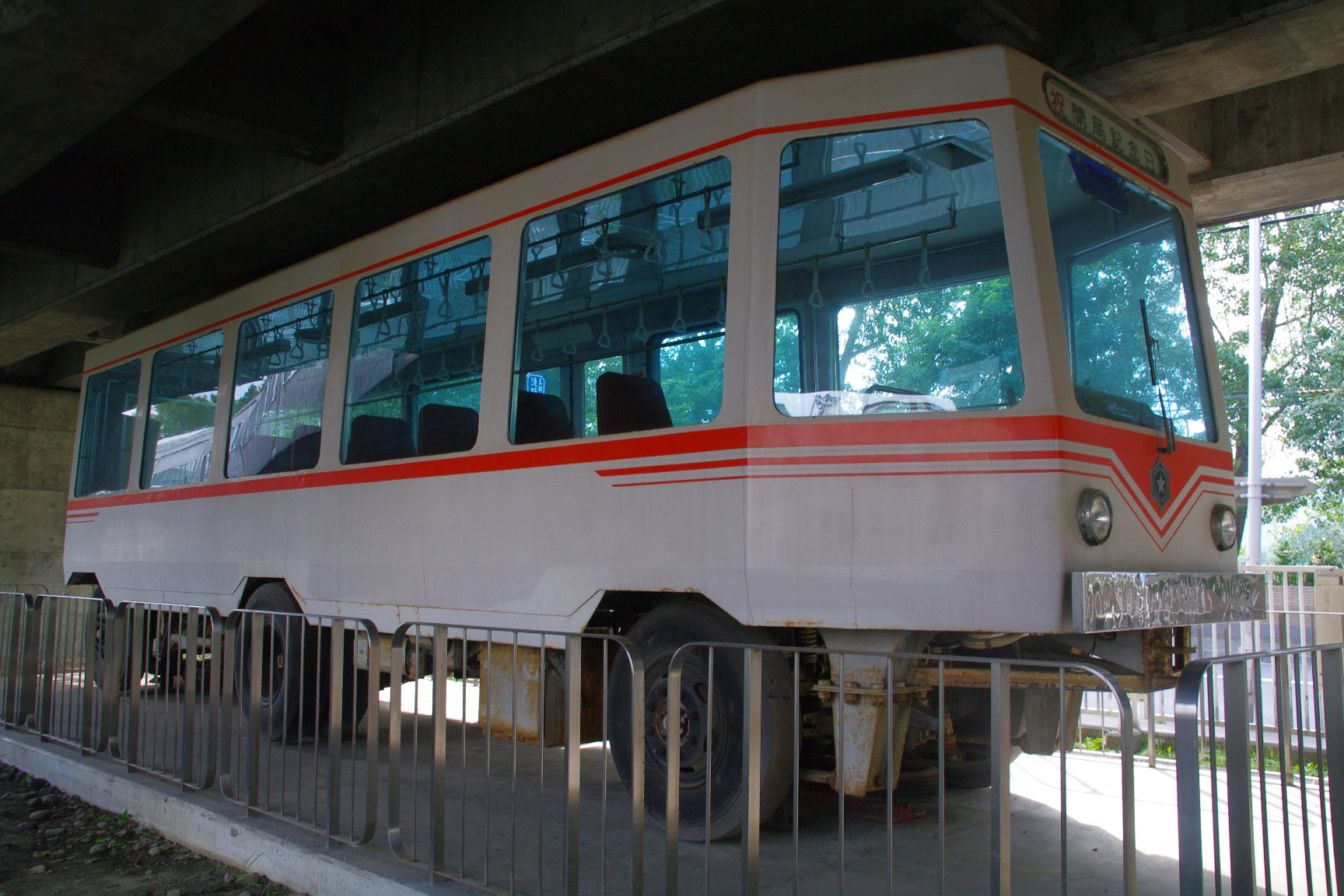
はるにれ

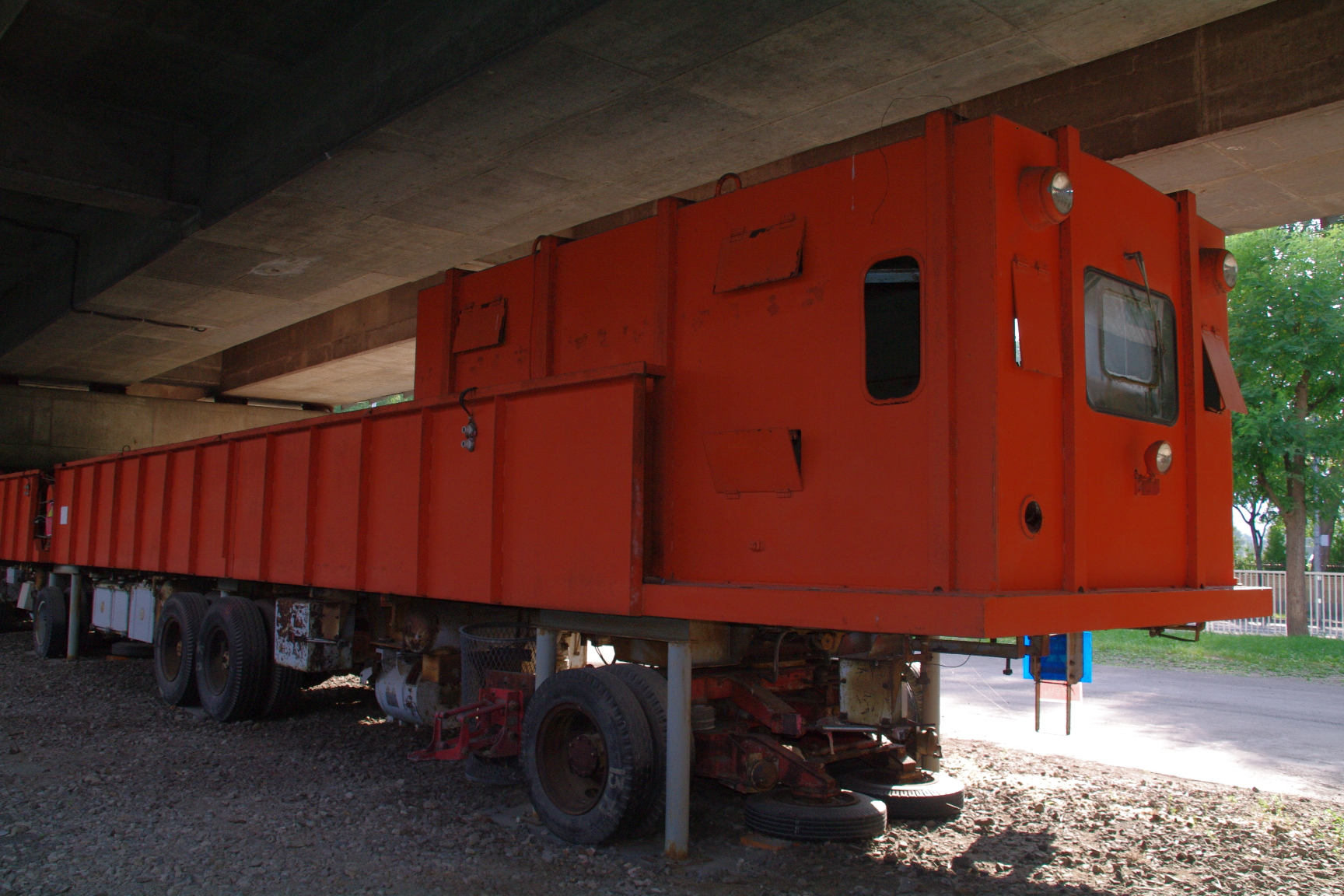
すずかけ

- 第1次試験車（廃車バスを改造[2]）：1964年11月完成[3]。
- 第2次試験車（廃車バスを改造[2]）：1965年5月完成[3]。現存しない。
- 第3次試験車「はるにれ」：1965年11月完成[3]。中央に走行車軸と前後にステアリング車軸の3軸構造とした[2]、車体および座席配置がマイクロバス型のガソリンカー。同局のA820形を踏襲した固定式の大窓が特徴。
- 第4次試験車「すずかけ」：1966年7月完成[3]。営業車両（1000形）と同等の2車体連接・7軸の足回りに、台枠と運転席のみの車体を載せた試作車。試験用の重しの載せ替えに都合のよい無蓋車形を採用した。
- ブルーム式試験除雪車：第1次試験車を改造。ササラ電車の応用。
- 真空式試験除雪車

なお、はるにれとすずかけは札幌市交通資料館で保存されている。2種類の除雪車も保存されていたが、2006年に状態不良のため撤去、処分された。

## 歴史
- 1964年（昭和39年）　11月4日に試走路設置[4]。第1次試験車（廃車バスを改造）を製作し、直線150メートルの試験軌道を敷き走行試験開始[1]。
- 1965年（昭和40年）　1周約400メートルの循環軌道を建設し、第2次試験車と第3次試験車「はるにれ」を製作する[1]。
- 1966年（昭和41年）　S字型カーブなど全長676メートルの新試験線を建設し、冬期の試験を開始する[2]。
- 1967年（昭和42年）　変電設備や転轍器などを建設し、第4次試験車「すずかけ」を製作する[1]。
- 1969年（昭和44年）　試験終了[1]。

## 現在の東苗穂7条2丁目
- 札苗中央公園
- 札苗病院
- 北洋銀行（旧・札幌銀行）札苗支店
- 札幌市立札苗小学校
- 市営住宅札苗団地
- 北海道中央バス　札苗小学校停留所